# Lloyd Loar
Lloyd Allayre Loar, född 9 januari 1886 i Cropsey, Illinois, död 14 september 1943 i Chicago, var en musiker och gitarr/mandolinbyggare som framförallt är känd för att ha konstruerat en av de första elektriska pickuperna för gitarr och mandolin.

## Bakgrund och personlig historia
Loar föddes i Cropsey, en liten stad ungefär 60 mil sydöst om Chicago som den äldste av tre syskon.
Från 1899 till 1903 gick Loar på High School i Lewistown där han började uppträda med lokala musikföreställningar. 1904 Började han vid Oberlinkonservatoriet där han studerade orkestrering, musikteori, piano med mera. Senare studerade han vid Chicago Musical College under bland andra Louis Victor Saar och Felix Borowski. 1921 erhöll han sin masterexamen i musik från Amerikanska musikkonservatoriet i Chicago.
Under skolåren besökte han Europa för att uppträda som musiker vid YMCA och han studerade då även under professor Paul Vidal vid nationella konservatoriet i Paris där han även studerade vid nationella institutet för radioteknik.
Förutom studier ägnade sig Loar under slutet av 1800-talet och början av 1900-talet åt musik och uppträdde i diverse olika konstellationer. 1906 uppträdde han professionellt med mandolin, och spelade även piano, fiol, cello och mandola. Han var under en period ordförande för Oberlins mandolinklubb och framträdde med Chicagos musikbyrå.

## Instrumentbygge
Loars intresse för instrumentbygge väcktes tidigt och redan under skolåren började han experimentera med egna konstruktioner, framförallt mandoliner. Han använde själv en Gibsontillverkad mandolin vid sina framträdanden men var känd för att alltid lägga till något eget på sina instrument.
1911 knöts Loar till Gibson officiellt som musiker, rådgivare och kompositör och 1918 fick han anställning som akustikingenjör men hade även en del administrationsuppdrag. Denna första anställning blev kortlivad eftersom han engagerades av krigsmakten för att åka till Europa och underhålla trupperna där. Året efter, 1919, anställdes han dock igen, denna gång som designkonsult.
Hans första notabla bidrag till Gibsons produktportfölj var den så kallade "master model"-serien av mandoliner, mandolas, mando-cellos, gitarrer och banjos. Det är inte klarlagt varifrån modellnamnet kom, men Loar kallades vid denna tid "master Loar" sannolikt på grund av sin mastertitel i musik.
Även om Loar var mycket framstående inom området akustiska instrument där han bidrog med flera innovationer är han kanske mest ihågkommen för sin betydelse för utvecklingen av elektriskt förstärkta instrument, specifikt för utvecklingen av den elektrostatiska pickupen. Det första instrumentet han tillverkade med en sådan var en solid fiol som han byggde tio år före elektriska gitarrer introducerades. Den elektrostatiska mikrofonen blev ingen kommersiell succé.
Senare producerade han även elektriska pianon som kom att bli mer framgångsrika.
I december 1924, efter fem års anställning, lämnade Loar Gibson, och 1925 blev han professor i akustik på musikinstitutionen vid Northwestern university i Evanston, Illinois.
1933 startade Loar tillsammans med Lewis Williams (den man som en gång rekryterade Loar till Gibson) och Walter Moon företaget ViVitone som producerade och sålde en lång rad elektriskt förstärkta instrument av Loars design, bland annat elektriska pianon baserade på en av Loar patenterad konstruktion där strängarna i pianot ersatts med stämda metalltungor. Ett år senare under en andra runda för att söka finansiering startade han företaget Acousti-lectric med exakt samma syfte som ViVitone. I februari 1936 flyttades företaget (företagen) från Kalamazoo till Detroit, men under det andra världskrigets ekonomiska svårigheter fick företaget problem med finansieringen och lades till sist ned.
Lloyd Loar avled i sitt hem den 14 september 1943.
Totalt producerade Loar fjorton patent för olika instrumentkonstruktioner.

## Patent
- Patent US1798212: Piano (Ansökningsdatum 1928-12-24)
- Patent US1815265: Piano bridge (1929-07-10)
- Patent US1821978: Piano (1929-07-10)
- Patent US1992317: Musical Instrument (elektriskt piano) (1934-01-27)
- Patent US1995316: Musical instrument (elektriskt piano) (1934-01-27)
- Patent US1995317: Musical Instrument (elektriskt piano) (1934-01-27)
- Patent US2020557: Stringed Musical Instrument (1935-11-12)
- Patent US2020842: Stringed Musical Instrument (elektrisk fiol med fotpedal för volumkontroll) (1935-11-12)
- Patent US2025875: Stringed Musical Instrument (Halvakustisk gitarr) (1935-12-31)
- Patent US2046331: Stringed Musical Instrument (1936-07-07)
- Patent US2046332: Musical Instrument (1934-01-27/1936-07-07)
- Patent US2046333: Musical Instrument (1934-01-27/1936-07-07)
- Patent US2085760: Musical Instrument (1935-03-16/1937-07-06)
- Patent US2185734: Stringed Musical Instrument (1937-10-07/1940-01-02)